# 马氏微蟹蛛
马氏微蟹蛛（学名：Lysiteles mandali）为蟹蛛科微蟹蛛属的动物。分布于印度以及中国大陆的西藏等地，一般生活于草丛。该物种的模式产地在印度。